# Соколов, Виталий Петрович
Виталий Петрович Соколов (23 марта 1927, деревня Луковка, Уральская область, РСФСР — 20 сентября 2003, Москва) — советский и российский архитектор и градостроитель, заслуженный архитектор РСФСР (1989), почётный строитель Москвы (1998), член-корреспондент Российской академии архитектуры и строительных наук (1992), действительный член Московского отделения Международной академии архитектуры (1995).

## Биография
Родился 23 марта 1927 года в деревне Луковка Уральской области РСФСР. Окончил архитектурный факультет Института живописи, скульптуры и архитектуры им. И. Е. Репина в 1954 году. Учителем В. П. Соколова был профессор И. И. Фомин, рекомендовавший его после окончания института в мастерскую В. Г. Гельфрейха.
Работал в управлении «Моспроект-1» (ныне — ОАО «Моспроект»), где являлся архитектором и главным архитектором проекта мастерской № 4 и № 14 (в 1954—1978 годах). В 1963 году возглавил архитектурную бригаду. Являлся руководителем мастерской № 17 (в 1978—1979 годах) и мастерской № 14 (в 1979—2003 годах) управления «Моспроект-1». Руководил планировкой и застройкой ряда московских районов. В 1993 году был удостоен Государственной премии РФ за планировку и застройку района Крылатское. Участник и лауреат ряда архитектурных конкурсов, кавалер ордена «Знак почёта» (1976).
Избирался членом секции Союза архитекторов при «Моспроекте-1». Возглавлял партийную организацию своей мастерской. Являлся членом парткома «Моспроекта-1».
Увлекался графикой и живописью. Автор архитектурных пейзажей.
Умер 20 сентября 2003 года. Похоронен на Введенском кладбище (9 уч.).

## Основные проекты и постройки в Москве

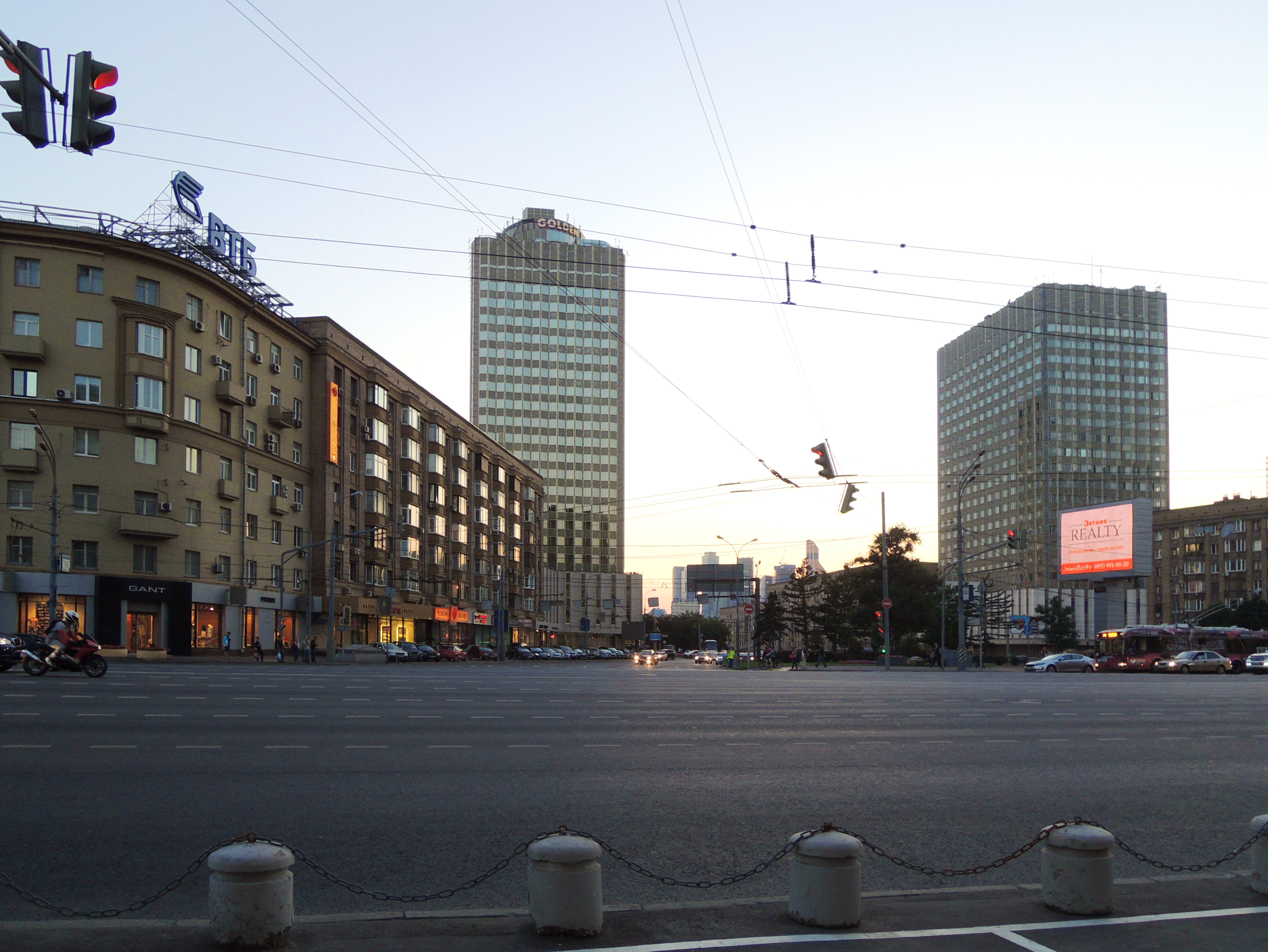
Здание гостиницы «Белград» на Смоленской улице

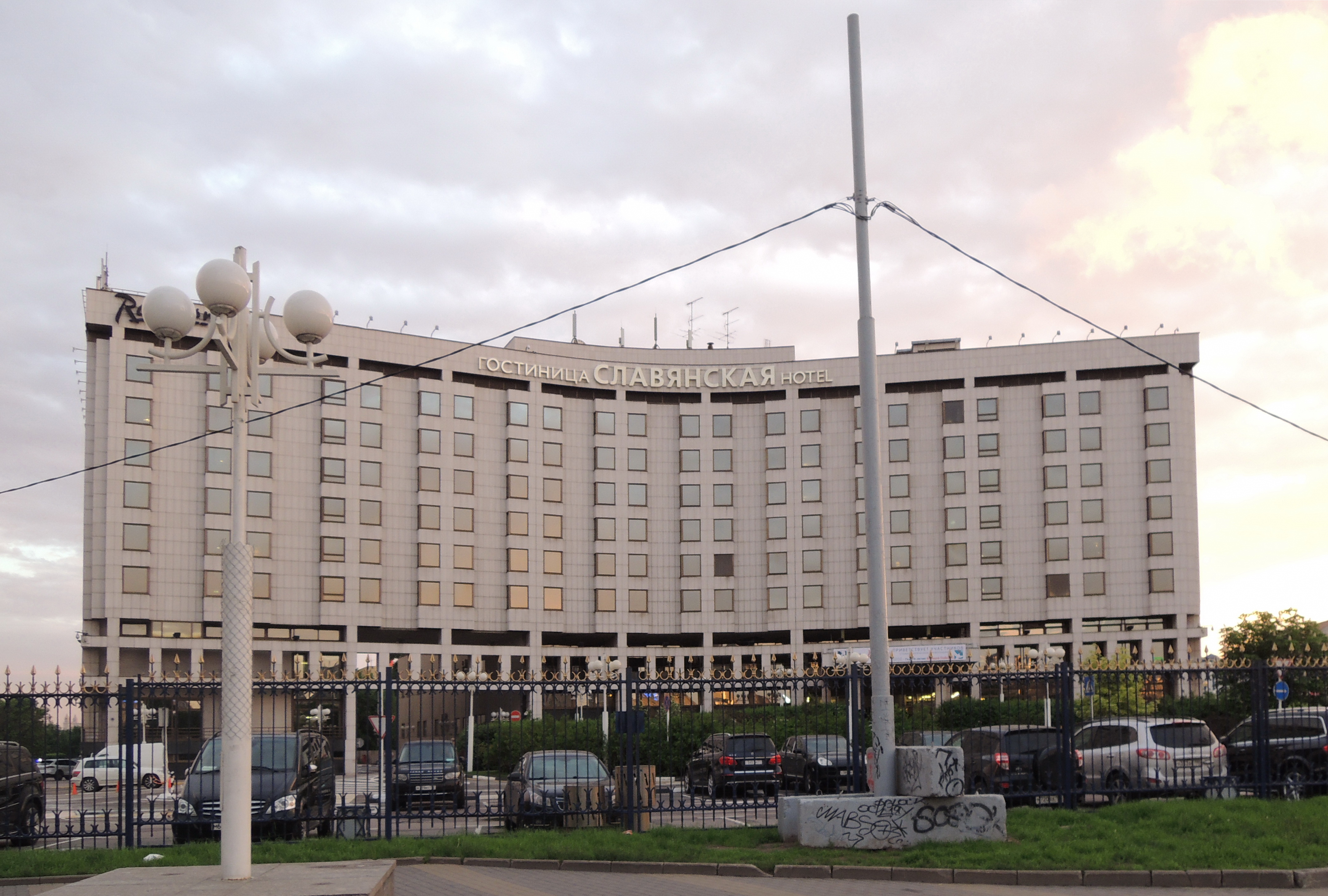
Здание гостиницы «Славянской» на площади Европы

- 1954—1956 — Проект застройки площади Победы (в составе авторского коллектива под руководством В. Г. Гельфрейха);
- 1956 — проект планировки и застройки Смоленской площади (совместно с В. Г. Гельфрейхом, М. А. Минкусом, Л. В. Варзар);
- 1959—1962 — жилой квартал № 6 по Рублёвскому шоссе (совместно с В. Г. Гельфрейхом, М. В. Адриановым, О. К. Коргановым);
- 1959—1963 — жилые дома на Смоленской площади, 3, Смоленской улице, 7 и 10 (совместно с В. Г. Гельфрейхом, М. А. Минкусом, Л. В. Варзар);
- 1959—1972 — архитектурная часть памятника Л. Н. Толстому (совместно с В. В. Богдановым и скульптором А. М. Портянко), сквер Девичьего поля;
- 1960—1969 — планировка и застройка микрорайона Давыдково, Кунцевского и Киевского районов Москвы (в составе коллектива авторов);
- 1961—1965 — корпус детских учреждений в Волынском;
- 1961—1975 — два корпуса гостиницы «Белград» (совместно с В. Г. Гельфрейхом,. П. Г. Капланским, М. В. Лебовой и А. А. Кузьминым), реконструкция корпусов в 1990-х годах;
- 1965—1971 — жилой дом ЖСК художников, 2-й Брянский переулок, 2;
- 1971 — архитектурная часть памятника В. И. Ленину в Пятигорске (совместно с В. В. Богдановым и скульптором А. М. Портянко)[2];
- 1974—1975 — фирменный магазин «Орбита» (совместно с В. В. Богдановым), Смоленская улица, 7;
- 1976 — жилой дом ЖСК Большого театра «Лира» (совместно с С. З. Измайловой и Н. А. Сканави), 1-й Смоленский переулок, 9;
- 1977 — жилой дом ЖСК Большого театра «Лира» (совместно с И. И. Степановым и М. В. Чемерисом), Проточный переулок, 11;
- 1978, 2000-е — проект реконструкции и застройки площади Киевского вокзала и Кутузовского проспекта (в составе коллектива авторов);
- 1980-е — планировка и застройка Крылатского;
- 1980—1995 — жилые дома на улицах Вересаева, Студенческой, Барклая (руководитель авторского коллектива);
- 1982 — архитектурная часть памятника Э. Г. Багрицкому (совместно с В. В. Богдановым и скульптором В. Г. Шатуновской), улица Багрицкого[5];
- 1988—1992 — гостиница «Рэдисон-Славянская» (руководитель авторского коллектива; В. Стейскал, В. Тараскин, В. Плоткин, С. Николич, Д. Полякович, Т. Петринаак[6]), Площадь Европы, 2;
- 1988 — торговые центры «Рамстор» на Ярцевской улице, 19 и Шереметьевской улице, 20а, Каширском шоссе, 61б[6];
- 1990-е — проект Международного интеллектуального центра на Кутузовском проспекте;
- 2000-е — торгово-культурный центр «Смоленский пассаж» (руководитель авторского коллектива; В. Соколов, Ю. Григорьев, В. Стейскал, В. Плоткин), Смоленская площадь, 3[6];
- 2000-е — благоустройство территории на пересечении Кутузовского проспекта и трассы Третьего транспортного кольца (руководитель авторского коллектива);